# حسینعلی پرستار
حسینعلی پرستار بازیگر تئاتر و سینما اهل ایران است.

## زندگی‌نامه
حسینعلی پرستار (مشهور به حسین پرستار) در سال ۱۳۳۱ در تهران متولد شد. پس از اخذ مدرک دیپلم ادبی، در سال ۱۳۴۸ وارد اداره تئاتر شد و دوره کارآموزی تئاتر را در آن مرکز گذراند. پرستار از سال ۱۳۵۰ وارد گروه نمایش کاخ جوانان شد و تئاتر حرفه ای را از سال ۱۳۵۷ آغاز کرد. پس از آن در سال ۱۳۵۹ به تدریس در رشته بازیگری و کارگردانی تئاتر پرداخت و در مراکز مختلفی همچون دانشگاه تهران، دانشگاه صنعتی شریف، دانشگاه هنر و معماری و دانشگاه حدیث تدریس کرد. پرستار در طول سابقه هنری خود بعنوان بازیگر، کارگردان و نویسنده در نمایش‌های مختلف حضور پیدا کرد و موفق به نگارش کتاب تئوری بر مبنای بازیگری عملی و کارگردانی نیز شد.

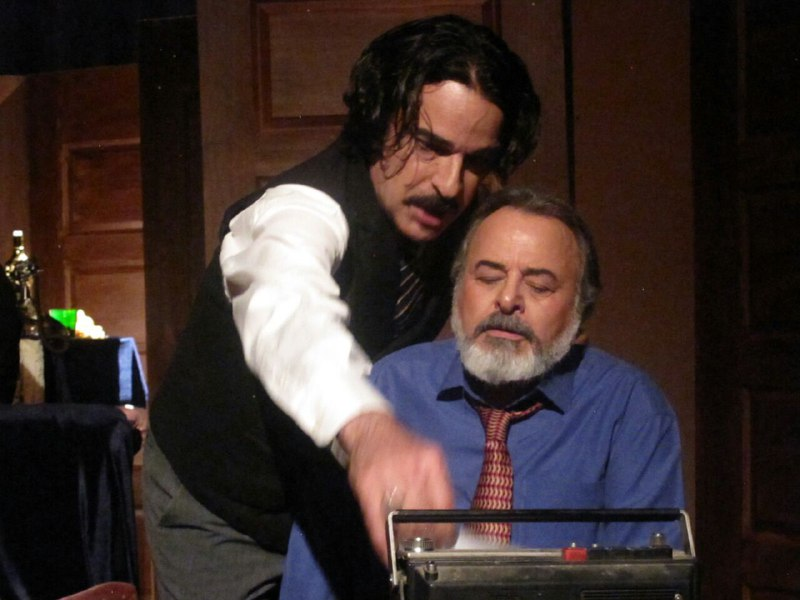
سال ۱۳۹۹ همراه مهربان اردلان شجاع کاوه بازی در نمایش تله موش

## بر خی آثار
ملک سلیمان
یوسف پیامبر
مرد نامرئی
عروسی خوبان